# میرمرتضی موسوی ابره بکوه
میرمرتضی موسوی ابره بکوه (زاده ۲۸ بهمن ۱۳۲۹) سیاست‌مدار و مدیر ارشد اجرایی ایرانی است، که در دوره دوم مجلس شورای اسلامی به‌عنوان نماینده حوزهٔ انتخابیهٔ شوش و اندیمشک، از استان خوزستان در مجلس شورای اسلامی حضور داشت.